# شولهوف ۲۳۸۴
سیارک ۲۳۸۴ (به انگلیسی: 2384 Schulhof، نامگذاری:1943EC1) دو هزار و سیصد و هشتاد و چهارمین سیارک کشف شده‌است که در ۲ مارس ۱۹۴۳ و در نیس کشف شد.
قدر مطلق سیارک برابر ۱۲٫۲۰ است.